# Anning, Kunming
Anning är ett härad som lyder under Kunmings stad på prefekturnivå i Yunnan-provinsen i sydvästra Kina, omkring 37 kilometer sydväst om provinshuvudstaden Kunmings centrum.